# Metropolia Maringá
Metropolia Maringá – metropolia Kościoła rzymskokatolickiego w Brazylii. Składa się z metropolitalnej archidiecezji Maringá i trzech diecezji. Została erygowana 16 października 1979 konstytucją apostolską Aeternae animorum papieża Jana Pawła II. Od 2004 r. godność arcybiskupa metropolity sprawuje abp Anuar Battisti.
W skład metropolii wchodzą:
- Archidiecezja Maringá
  - Diecezja Campo Mourão
  - Diecezja Paranavaí
  - Diecezja Umuarama

Prowincja kościelna Maringá wraz z metropoliami Cascavel, Kurytyba i Londrina tworzą region kościelny Południe 2 (Regional Sul 2), zwany też regionem Parana.

## Metropolici
- Jaime Luiz Coelho (1979 – 1997)
- Murilo Krieger (1997 – 2002)
- João Bráz de Aviz (2002 – 2004)
- Anuar Battisti (2004 – 2019)
- Severino Clasen (od 2020)